# Avenida México
La avenida México es una de las principales avenidas del distrito de La Victoria, en la ciudad de Lima, capital del Perú. Se extiende de oeste a este, a lo largo de 26 cuadras. Recibe el tráfico proveniente de los jirones Manuel Segura, Teodoro Cárdenas, Domingo Cueto, y las avenidas Manuel Castañeta, Edgardo Rebagliati y Húsares de Junín, de los distritos de Lima, Lince y Jesús María. Es la vía más congestionada de Lima, debido a la circulación de más de 55 rutas de transporte público.

## Recorrido
Se inicia en el puente México que atraviesa la Vía Expresa Luis Bedoya Reyes, donde se ubica la estación México del Metropolitano. En sus primeras cuadras, en su cruce con la avenida Manco Cápac, se ubica una oficina del Banco de la Nación, las instalaciones de la empresa de transportes Soyuz y un supermercado Metro. A lo largo de esta avenida, se ubican múltiples negocios de vidrierías, distribuidoras de viniles adhesivos, gasolineras, tiendas de autopartes y talleres mecánicos.
Cerca al cruce con la avenida Aviación, se encuentra el acceso al Emporio Comercial de Gamarra, donde existen más de 20,000 empresas dedicadas a la venta de ropa de moda, fabricación de vestimenta corporativa y publicitaria. Asimismo, servicios de subcontratación y proveedores de la industria textil.
En la cuadra 20, se encuentra la Institución Educativa Emblemática Pedro A. Labarthe, y al frente la Institución Educativa César Vallejo. Después, se encuentra la entrada al cerro El Pino, considerada una de las zonas más peligrosas de Lima, debido al alto nivel de delincuencia y comercialización de drogas. 
En sus cuadras finales, se ubica un supermercado Plaza Vea, además de diversos negocios de ferreterías y talleres mecánicos. La vía desemboca en el cruce con la avenida Nicolás Ayllón. 